# Angelo Participazio
Angelo Participazio est le 10e doge de Venise élu en 809. Il quitte cette fonction en 827.

## Biographie
Angelo Participazio appartient à une riche famille de Eraclea qui possède beaucoup de terrains et d'entrepôts commerciaux dans tout le territoire : la richesse de cette famille est telle qu'il semble probable qu'il s'agisse de la famille vénitienne Badoer (en vénitien, il existe un proverbe pien come el Badoer).
Au contraire Venise et les Vénitiens sont dans une situation de grave calamité : l'affrontement avec Pépin d'Italie a réduit les habitations  sur les îles à des amas de cendres. Heureusement la paix de Nicéphore laisse libre les territoires de Venise des prétentions de Charlemagne, les laissant à Byzance, qui est lointaine, ce qui est un avantage. En outre la paix permet aux Vénitiens de commercer librement avec l'Occident. Sous Angelo, la première monnaie vénitienne est frappée.
La réédification de Torcello, Burano, Eraclea et Rialto constitue l'ébauche de Venise moderne : des ponts et de nouvelles voies d'eau sont envisagés utilisant le Brenta : le Grand Canal nait et Rialto devient le siège du doge, avec un palais-forteresse construit à proximité de l'église de San Teodoro. Par la suite, civitas Rivoalti deviendra civitas Venetiarum.
D'autres implantations sont créées par Angelo qui envoie des gens habiter les barènes qui entourent  Rialto où seront construites aussi des églises mais les données historiques sont trop peu nombreuses pour comprendre si la formation de ses premiers noyaux urbains sont assimilables à la Venise que nous connaissons aujourd'hui.
Alors qu'il réédifie Venise, comme ses prédécesseurs Angelo pense à rendre héréditaire la charge de doge. Mais les Vénitiens, ayant en mémoire les précédentes mésaventures des doges tyranniques, lui adjoignent deux tribuns pour l'administration de la justice. Pour toute réponse, le doge associe à sa régence un de ses fils, le second, Giovanni, l'ainé étant à Constantinople. Le fils ainé mécontent de la nomination de son frère, s'en retourne à Venise sans saluer les siens et va habiter avec sa femme à San Severo. Pour contenter Constantinople, Angelo relève Giovanni de la charge de co-doge et la confie à son frère ainé et associe aussi le troisième fils Agnello (ou Angelo) mais Giustiniano demande que Giovanni soit exilé à Zara pour s'opposer à son influence favorable aux Francs. La décision s'avère justifiée, parce que, de Zara, Giovanni part pour Bergame, pour défendre sa cause auprès de l'empereur d'Occident Louis le Pieux qui n'a aucune intention d'envenimer les relations avec son homologue de Constantinople. Aussi, à la demande des ambassadeurs de Venise, Giovanni revient à Venise, puis à Constantinople où il reste comme otage.
Ceci n'est pas sans conséquence, par rétorsion, Lothaire Ier, fils de Louis le Pieux, ordonne une conjuration contre le doge par le patriarche de Grado, Fortunato da Trieste, qui a retrouvé sa charge. Le complot est découvert presque aussitôt, si bien que Fortunato doit s'enfuir et ses deux complices sont condamnés à mort.
Angelo meurt en 827, se faisant enterrer dans la chapelle de l'abbaye Sant'Ilario de Venise, près de Fusina.